# Агролесомелиорация
Агролесомелиорация (от др.-греч. ἀγρός — поле и лат. melioratio — улучшение) —
1. совокупность лесохозяйственных мероприятий, направленных на улучшение почвенно-гидрологических и климатических условий местности, делающих её более благоприятной для ведения сельского хозяйства. Основана на создании полезащитных лесных полос, облесении оврагов, крутых склонов и песков. Агролесомелиорация широко применяется в большинстве стран мира. Её эффективность зависит от степени соответствия планировки полос условиям местности и от характера самих полос (их высоты, продуваемости и т. п.).
2. научная дисциплина, разрабатывающая теоретические основы размещения и конструирования агролесомелиоративных насаждений, методы их выращивания, организационные формы, технику и технологию агролесомелиоративных работ. Основные разделы:

- степное массивное и полосное полезащитное лесоразведение;
- эрозия почвы и борьба с ней;
- закрепление и освоение песков;
- лесоразведение на мелиорированных (орошаемых, осушаемых) землях;
- горное лесоразведение;
- лесоразведение на пастбищах.

## Понятия ГОСТ Агролесомелиорация
- Мелиорация
- Лесоразведение
- Защитные лесные насаждения